# Wiedemar
Wiedemar – miejscowość i gmina w Niemczech, w kraju związkowym Saksonia, w powiecie Nordsachsen. Do 31 grudnia 2012 wchodziła w skład związku gmin Wiedemar. Do reformy administracyjnej w 2008 gmina leżała w powiecie Delitzsch, a do 29 lutego 2012 w okręgu administracyjnym Lipsk.
Gmina Wiedemar leży ok. 13 km na południowy zachód od miasta Delitzsch, na trasie autostrady A9.
1 stycznia 2013 do gminy przyłączono gminy Neukyhna oraz Zwochau, które stały się automatycznie jej dzielnicami.
Dzielnice gminy:
- Klitschmar
- Kölsa
- Neukyhna
- Peterwitz
- Rabutz
- Werlitzsch
- Wiedemar
- Wiesenena
- Zwochau